# Gläserne Decke
Der Begriff Gläserne Decke (englisch glass ceiling), häufig auch Glasdecke oder seltener Glasdeckeneffekt, ist eine von Marilyn Loden am 24. Mai 1978 erstmalig erwähnte und damit geprägte feministische Metapher. In New York sprach sie über konkrete kulturelle Hindernisse, die dem beruflichen Erfolg von Frauen im Wege stehen, wie z. B. die voreingenommene Haltung männlicher Führungskräfte, ungleiche Bezahlung und das Fehlen von Vorbildern und emotionaler Unterstützung für Frauen, dabei gab sie diesen Hindernissen einen Namen: Gläserne Decke.
Im engeren Sinne benutzt man den Ausdruck meist in Hinblick auf den Umstand, dass qualifizierte Frauen kaum in die Top-Positionen in Unternehmen oder Organisationen vordringen und spätestens auf der Ebene des mittleren Managements „hängenbleiben“. Es wird angenommen, dass derartige Glass-Ceiling-Effekte durch eine Reihe von Hindernissen zustande kommen und verstärkt werden, so etwa Stereotype und Vorurteile hinsichtlich der Eignung von Frauen in Führungspositionen, ein auf Männer abgestimmtes Unternehmensklima sowie mangelnden Zugang zu informellen Netzwerken. Diese Hindernisse sind häufig mit den Organisationsstrukturen untrennbar verwoben und somit schwer erkennbar, daher die Metapher einer unsichtbaren Aufstiegsbarriere, also einer gläsernen Decke.
Seit den 1980er-Jahren sind zu diesem Phänomen international zahlreiche wissenschaftliche Studien erschienen, sowohl von Wirtschaftswissenschaftlern als auch von Soziologen. Im weiteren Sinne spricht man auch von „gläserner Decke“ im Hinblick auf die eingeschränkten Aufstiegschancen von Homosexuellen, ethnischen und anderen Minderheiten.

## Definition
Die Gläserne Decke ist nicht allgemein mit Ungleichheit oder Diskriminierung gleichzusetzen. Vier Kriterien müssen erfüllt sein, um schlussfolgern zu können, dass Glass-Ceiling-Effekte vorliegen:
1. Eine Ungleichheit zwischen Geschlechtern oder Ethnien kann nicht durch andere arbeitsbezogene Eigenschaften der Beschäftigten erklärt werden.
2. Die Ungleichheit ist auf höheren Ebenen der Karriereleiter größer als auf unteren.
3. Die Ungleichheit bezieht sich auf die Aufstiegschancen und nicht bloß auf den Anteil von Frauen oder Minderheiten auf höheren Ebenen.
4. Die Ungleichheit nimmt im Laufe der Karriere zu.[6]

In einer Untersuchung haben David Cotter und seine Kollegen diese Effekte für afroamerikanische und auch weiße Frauen vorgefunden, nicht jedoch für männliche Mitglieder ethnischer Minderheiten. Die Gläserne Decke sei demnach ein Phänomen, das nur Frauen betrifft.
Abzugrenzen davon ist das Konzept des Paula-Prinzips, mit dem manche Autoren Effekte verschlagworten, die sich nachteilig für Frauen auf allen Hierarchieebenen auswirken, nicht lediglich in Spitzenpositionen.

## Mögliche Gründe
Als Gründe für die Existenz der Gläsernen Decke nennen Studien u. a. die stärkere Förderung männlicher Mitarbeiter durch männliche Vorgesetzte und den weitgehenden Ausschluss von Frauen aus wichtigen beruflichen Netzwerken. Außerdem gehen Personalchefs häufig stillschweigend davon aus, dass Frauen irgendwann eine „Familienpause“ einlegen werden, teilweise ohne die jeweilige Frau dazu befragt zu haben – was in den meisten Rechtsordnungen auch unzulässig wäre.
Oft wird die Ansicht vertreten, dass  Karriere und Mutterschaft schwer vereinbar sind, Karriere und Vaterschaft dagegen sehr wohl. In Deutschland beispielsweise besteht vielfach, auch unter Frauen in leitenden Positionen, die Ansicht, dass ab einer bestimmten Hierarchieebene eine klare Entscheidung zwischen Elternschaft und Karriere zu treffen sei. Das wird auch gestützt durch Analyse einer „leaky pipeline“ an Hochschulen, wo beispielsweise 30 % der Studierenden weiblich sind, jedoch nur 10 % derselben Kohorte Professorinnen werden. Konkret wird gefordert, mehr bzw. bessere Kinderbetreuung zu haben, um Frauen die Möglichkeit zu geben, ihre Forschungsergebnisse international zu präsentieren und sich zu vernetzen. Es wird auch die Ansicht vertreten: Je einfacher eine Mutter ihr Kind extern betreuen lassen kann, desto höher ist der Anteil der Chefinnen.
Die Publizistin Heleen Mees beschreibt die Gläserne Decke als „Verschwendung von wertvollem Humankapital“ und betont, dass Karrierehindernisse für gut ausgebildete Frauen in Europa mehr in Unternehmenskultur, geschlechterbezogenen Verzerrungseffekten und Stereotypen begründet seien als in offener Diskriminierung und dass sie mittels gruppendynamischer Vorgänge stattfinde.
Christiane Funken, Professorin am Institut für Soziologie der TU Berlin, hat in mehreren Forschungsprojekten die Aufstiegschancen von Frauen und das Phänomen der Gläsernen Decke untersucht.
Im Juni 2005 sagte sie in einem Referat:

„Glass ceiling lässt sich als wirkmächtige Karriererestriktion beschreiben, die subtil und kaum messbar den Weg von Frauen in das gehobene Management verhindert. Die Angst vor einer geringeren Durchschnittsproduktivität von Frauen und vor höheren weiblichen Fluktuationsraten konnte jedoch durch zahlreiche nationale und internationale Studien eindeutig widerlegt werden. Stattdessen sorgen Stereotypisierungen und Homogenitätserwartungen bei der Einstellungs- und Beförderungspolitik in den karriererelevanten Netzwerken für Schließungsprozesse gegenüber Frauen.“

Als eines der wesentlichen Hindernisse für den Aufstieg von Frauen stellte eine Erhebung von McKinsey vorherrschende Erwartungen heraus, die sich an dem Modell eines Mannes orientieren würden, dessen Frau die Verantwortung für Haushalt und Familie trage. Erwartungen wie die einer uneingeschränkten Mobilität, ständigen Verfügbarkeit und ununterbrochener Berufsbiografie grenzten insbesondere Mütter aus. Es fehlten weibliche Rollenvorbilder und eine Änderung der Kriterien für Beförderungen.
Auch Sozialwissenschaftlerin Hildegard Maria Nickel sieht die Gründe vorwiegend in den innerhalb von Organisationen bestehenden informellen Praktiken und Regeln. Die Managementkultur sehe für Frauen „weder Platz noch Verhaltensmuster“ vor. Hinzu komme, dass Schlüsselqualifikationen, die oft als soft skills („weiche Fähigkeiten“) oder auf den Sexus bezogen als feminine skills („weibliche Fähigkeiten“) bezeichnet werden, zwar auf unterer Führungsebene gefragt seien, auf höheren Hierarchieebenen aber gegenüber männlich zugeschriebenen Eigenschaften wie Durchsetzungsvermögen, Handlungsfähigkeit und Zielstrebigkeit zurückträten.
Carsten Wippermann, Direktor Sozialforschung am Institut Sinus Sociovision, erstellte für das BMFSFJ eine repräsentative Studie Brücken und Barrieren für Frauen zu Führungspositionen, für die 500 Männer und Frauen in Führungspositionen bei privatwirtschaftlichen Unternehmen in Deutschland befragt wurden, anschließend mit 30 Männern narrative Tiefeninterviews durchgeführt wurden sowie Personaldienstleistungsunternehmen (Zeitarbeit) befragt wurden. Er stellte als Ergebnis eine Unterscheidung in drei Mentalitätsmuster fest, deren Standpunkte zusammen genommen wie ein Sperrriegel wirkten. Der konservative, besonders im gehobenen Management vertretene Typus betrachte dabei die Führungsstufe als inneren Zirkel aus Männern, denen die Partnerin durch den heilen Familienhintergrund den Rücken frei halte, was durch die Präsenz von Frauen gefährdet sei; zudem seien Frauen die Normen und Logiken in Führungsetagen nicht genügend vertraut, so dass sie störend wirkten, und sie seien oft Einzelkämpferinnen und zu sehr am operativen Geschäft verhaftet, wodurch sie zu wenig delegierten. Der zweite, vor allem im mittleren Management vertretene Typus habe eine emanzipierte Grundhaltung, sehe aber für das oberste Management eine gnadenlose Effizienzorientierung und Härte als Voraussetzung an, die für eine Frau unpassend sei und bei ihr zu einem Verlust an Authentizität führe. Der dritte, individualistisch orientierte Typus verweise auf eine ununterbrochene Berufsbiografie ohne familienbedingte Unterbrechungen als Voraussetzung für eine Führungsfunktion und darauf, dass Frauen durch das Nachahmen von Männern Authentizität und Flexibilität einbüßten. Diese Mentalitätsmuster erzeugten zusammen genommen „eine mehrfach gesicherte soziale Schließfunktion mit sehr selektiver Durchlässigkeit“. In einer Untersuchung der Freien Universität Berlin zu persistierenden Gender-Ungleichheiten in Spitzenpositionen trotz Maßnahmen zur Förderung der Gender-Diversität im Management wurden Hyperinklusion und Pfadabhängigkeit als stabilisierende Faktoren nachgewiesen.